# مات دوغاتي
مات دوغاتي (بالإنجليزية: Matt Doughty)‏ (2 نوفمبر 1981 في المملكة المتحدة - ) هو لاعب كرة قدم بريطاني في مركزي الظهير والوسط. لعب مع نادي أكرينغتون ستانلي ونادي روتشديل ونادي هايد إف سي ونادي تشستر سيتي ونادي هاليفاكس تاون ونادي ويتون ألبيون وTrafford F.C. ‏ وWarrington Town F.C. ‏ ونادي ألترينتشام.

## وصلات خارجية
- مات دوغاتي على موقع قاعدة بيانات كرة القدم.إي يو (الإنجليزية)
- مات دوغاتي على موقع Soccerbase.com (لاعب) (الإنجليزية)